# Community Service II
Community Service II es el álbum de la segunda colaboración de The Crystal Method, y cuenta con remixes de The Crystal Method, y otros artistas de Nu skool breaks.

## Lista de canciones
1. The Crystal Method - Intro – 1:38
2. PMT - Gyromancer (Elite Force Mix) – 4:14
3. Elite Force - Ghetto Fabulous – 5:30
4. Hyper - Come With Me – 5:02
5. The Doors - The Crystal Method vs. The Doors (Roadhouse Blues Remix) – 4:57
6. Evil Nine - We Have The Energy – 5:00
7. Dylan Rhymes con. Katherine Ellis - Salty (Meat Katie Mix) – 5:36
8. The Crystal Method - Keep Hope Alive (J.D.S Mix) – 5:44
9. Koma + Bones - Speedfreak – 2:39
10. The Crystal Method feat. Kevin Beber - Kalifornia – 4:25
11. Überzone - Octopus – 2:42
12. UNKLE con. Ian Brown - Reign (False Prophet Mix) – 6:38
13. The Crystal Method - Starting Over (Elite Force Mix) – 4:40
14. The Crystal Method - Bound Too Long (Hyper Mix) – 5:24
15. New Order - Bizarre Love Triangle (The Crystal Method's CSII Mix) – 5:32
16. Smashing Pumpkins - 1979 (New Originals 1979 Remix) – 6:57

## Personal
- Chris Allen – Mezclador
- Tom Beaufoy – Productor
- Marvin Beaver – Productor, Remezclador
- Kevin Beber – Productor, Mezclador
- Richard Bishop – Gestor
- SuzAnn Brantner – Gestor
- Ian Brown – Vocales
- Will Brunner – Productor, Remezclador
- Luke Bullen – Batería
- The Crystal Method – Productor, Remezclador, Mastering, Mezclador
- Elite Force – Productor, Remezclador
- Mike Eller – Ilustraciones
- Katy Ellis – Productor
- Richard File – Sintetizador, programador
- Richard Flack – Sintetizador, programador
- Antony Genn – Piano, Teclados
- Ginny Hatfield – Productor
- Hyper – Productor, Remezclador
- Ken Jordan – Productor, Mezclador, Miembro del Grupo
- Scott Kirkland – Productor, Mezclador, Miembro del Grupo
- Maura Lanahan – Fotógrafo
- The London Session Orchestra
- Will Malone – Conductor, Arreglos de cuerdas
- Mani – Bajo
- Julian Napolitano – Productor, Remezclador
- Chris Olmos – Asistente de Producción
- P. Pardy – Productor
- Darren Pearce – Productor, Remezclador
- Mark Pember – Productor, Remezclador
- Psycho Pab – Sintetizador, programador
- Rahzel – Vocales
- Ronnie – Productor, Remezclador
- J.A. Ross – Productor
- Jude "Proteus" Sabastian – Ingeniero
- Damian Taylor – Sintetizador, programador
- Hanifah Walidah – Vocales
- Gavyn Wright – Director de orquesta

## CSII ExclusivesEP
Aproximadamente al mismo tiempo que el lanzamiento del álbum, el EP CSII Exclusives fue lanzado en un formato digital-solamente, exclusivamente en la iTunes Store. El EP contiene un tema adicional, "Bad Ass", así como la de cuerpo entero, sin mezclar versiones de temas 8, 10, 13 y 14.

### Lista de canciones
1. "Badass" – 5:23
2. "Bound Too Long (Hyper Mix)" – 7:07
3. "Kalifornia" – 5:39
4. "Keep Hope Alive (JDS Mix)" – 7:46
5. "Starting Over (Elite Force Mix)" – 8:05

- Datos: Q5154873